# Thunder Force (videojuego)
Thunder Force (サンダーフォース Sandā Fōsu?) es un videojuego de tipo matamarcianos de 1983 creado por Technosoft. Es el primer juego de la saga Thunder Force.
- Datos: Q15052201